# Мальме (стадіон)
Мальме (швед. Malmö) — стадіон в Мальме, Швеція. В даний час використовується в основному для проведення футбольних матчів, за участю місцевої команди «Мальме». Стадіон був побудований в 1958 році і вміщує 26 500 осіб.  Стадіон проектував той же архітектор, що і стадіон «Уллеві» в Гетеборзі. Обидва стадіони були побудовані в 50-х роках для Чемпіонату світу з футболу 1958 року. До 2009 року був домашнім стадіоном клубу «Мальме», в 2009 році на зміну старій арені прийшов новий стадіон «Сведбанк», місткістю 24 000 глядачів. 
Рекорд відвідуваності був зареєстрований під час проведення Чемпіонату світу з футболу 1958 року, коли на матч в першій групі між збірними Аргентини і ФРН прийшло 32 000 глядачів. На тому чемпіонаті Мальме прийняв 3 матчі в групі 1: Аргентина-ФРН, ФРН- Північна Ірландія і Північна Ірландія- Чехословаччина, а також один чвертьфінал: ФРН- Югославія . 
На чемпіонаті Європи 1992 в Мальме проходили 3 матчі групи 1: Данія - Англія,  Франція - Англія  і Франція - Данія . 